# Roos Van de Velde
Roos (Marie-Rose Irène) Van de Velde (Halle, 12 april 1961 – Kapelle-op-den-Bos, 7 december 2023) was een Belgisch beeldend kunstenares, keramiste, designer en kunstschilder.
Haar werk werd gekenmerkt door organische vormen, natuurlijke materialen, licht en transparantie en een subtiele balans tussen schoonheid en vergankelijkheid. In de natuur is niets hetzelfde en die lijn trok ze door in haar leven, werk en zijn. 
Vanuit de leegte en de stilte omgeven door natuur creëerde Van de Velde een geheel persoonlijke ideale leefwereld voor zichzelf. Haar creaties ontstonden intuïtief en waren verassend anders en drukten uit hoe ze zelf in het leven stond. Ze ontwikkelde een unieke visie en authentieke signatuur en heeft design daarmee verrijkt. Haar vermogen om imperfectie als een esthetische troef te presenteren en kunst te integreren in functioneel design, hebben haar een grande dame gemaakt in de hedendaagse designwereld.
Haar eigen poëtische woorden die haar hele leven en werk typeerden:
de bomen 

maken hun bloemen af en zwijgen

ik wil vol verwondering

naar ontluikende bloemen

kijken

ruiken

ik wil mijn blik laten rusten

op oneindige landschappen

ik wil in de 

winter

naar de

lente trachten

en in de herfst

de geur van rottende blaren

inademend,

naar een haardvuur

verlangen

ik wil de zon

zien

opkomen

en de maan zien verduisteren

ik wil elke dag ontwaken

met alles wat in de natuur

leeft en beweegt

en slapen

met de stilte en de geur

van de nacht

en die schoonheid

delen

en 

meedelen

    -- Roos Van de Velde

## Invloed op Modern Design
Roos Van de Velde stond bekend om kunst en functioneel design te combineren. Haar ontwerpen ademden spontaniteit en organische harmonie, alsof ze op natuurlijke wijze gegroeid waren. Dit bracht een nieuwe dimensie in de wereld van functioneel design. Haar serviesstukken waren niet alleen gebruiksvoorwerpen, maar ook kunstobjecten die in galeries en tentoonstellingen werden gepresenteerd. Dit heeft design voor servies naar een hoger artistiek niveau getild.
Haar serviescollectie “Perfect Imperfection”, een selecte verzameling van haar bestaande creaties in 2009 uitgebracht door het designmerk Serax, stond symbool voor innovatie. Ze introduceerde de authenticiteit en esthetische waarde van imperfectie als een bewuste ontwerpkeuze bij industrieel design. Nooit eerder werden productieprocessen uitgedaagd om imperfecties toe te laten. Een baanbrekende visie waarmee ze de wereld van serviesdesign transformeerde en de eeuwenlange conventionele esthetische normen doorbrak. Met deze vernieuwende serviescollectie veroverde ze Instant de tafels in driesterrenrestaurants van de grootste chefs ter wereld waaronder Jean-Georges, Michel Bras, Albert Adrià, El Celler de Can Roca, Heston Blumenthal, Gérald Passedat, Dominique Crenn, Jonnie Boer, Hellene Darroz 
Haar invloed blijft zichtbaar in de manier waarop imperfecties in serviesdesign van de 21ste eeuw steeds meer worden gewaardeerd.

## Biografie
Roos Van de Velde groeide op tegenover een steenbakkerij in het Pajottenland, een streek ten zuidoosten van Brussel die bekend staat om zijn glooiende heuvels en uitgestrekte velden. Als kind kneedde ze haar eerste potvormen uit de zware omringende leemgrond en bakte die in de met hout gestookte broodoven van haar moeder. Ze droomde toen al van haar eigen wereld waarin ze alles zelf zou creëren. Ze voelde zich instinctief aangetrokken tot de natuur, met een grote voorliefde voor de fragile passie van klaprozen, de kracht van bomen en de wijsheid van stenen. Die diepe verbondenheid met de natuur en haar grote liefde voor kunst als expressievorm, leidde naar haar carrière als beeldend kunstenares waarin ze de natuur als leidraad nam voor haar creaties.
Het is deze verbondenheid met de natuur en de drang naar harmonie die haar sterke verwantschap vertoonde met de Japanse cultuur. Heel haar leven van kinds af werd ze daar door aangetrokken.
Van de Velde stond internationaal bekend om haar organische serviescollecties en gepersonaliseerde verlichtingsinstallaties, waarin transparant porselein samensmolt met natuurlijke materialen. Maar haar creatieve spectrum reikte veel verder: ze schilderde (met een passie voor inkt), schreef poëzie en was meester in de Art of Intuitive Tablescaping. Ze ontwierp en installeerde porselein- en bloemeninstallaties, creëerde juwelen en ontwierp smeedijzeren poorten, meubels, tuinen en interieurs. Als multidisciplinair kunstenaar experimenteerde ze ook met soundscapes, beschilderde en ontwierp haar eigen kleding, maakte natuurlijke verven en handgeschept papier, en ensceneerde en fotografeerde zelf haar werk. Ook in de keuken liet ze haar creativiteit stromen: ze maakte vegetarische maaltijden voor haarzelf en haar gasten, waaronder de bezoekende sterrenchefs.
Roos Van de Velde schiep een wereld waarin kunst, natuur en haar dagelijks leven naadloos samenvloeiden. Haar huis en tuin, waar ze de laatste 35 jaar van haar leven woonde en werkte, waren een verlengstuk van haar oeuvre, een harmonieus uitgebalanceerd geheel dat trouw bleef aan haar visie. Elk detail, hoe klein ook, droeg haar persoonlijke stempel. Alles klopte. Dit authentieke woonatelier sprak wereldwijd tot de verbeelding en werd geprezen om zijn unieke, bijna onwerkelijke sfeer.

## Studies en werk
Roos Van de Velde was niet gemaakt voor de schoolbanken. Ze volgde haar eigen weg op zoek naar wat ze diep van binnen al kende. Op 14-jarige leeftijd begon Van de Velde haar opleiding aan de kunsthumaniora in Brussel in de richting plastische kunsten. ‘Het was kunst of doodgaan’ was haar overtuiging. Het was daar tijdens de lessen natuurtekenen van leraar ontwerper-kunstenaar wijlen Frits Vandenbussche, dat ze voor het eerst helemaal haarzelf kon zijn. Hij liet haar toe – tegen de schoolse benadering in -- in haar eigen wereld te vertoeven en slechts af en toe iets te laten doorsijpelen van de wereld rondom haar. Hier kreeg haar visie ‘trouw zijn aan zichzelf’ en ‘kijken met de ziel’ vorm.
Vanaf 1979 volgde Van de Velde de studierichting keramiek aan de Antwerpse Koninklijke Academie (KASKA). Gezien de constante afwezigheid van professoren, kreeg ze ook hier de vrijheid om op autodidactische wijze haar persoonlijke stijl verder te ontwikkelen. Na 2 jaar studeerde ze daar af met onderscheiding. Daarna volgde ze nog een jaar avondschool vormgeving in Anderlecht.
Tijdens haar studies begon ze ook met serviezen maken. In 1986 werd Van de Velde reeds opgemerkt door Design Vlaanderen en exposeerde sindsdien jaarlijks haar werk op diverse nationale en internationale groeps- en solotentoonstellingen.
Omdat haar werk almaar fijner werd, ging ze op zoek naar een andere materie. Zo kwam ze vanaf 1992 bij porselein terecht en via porselein ook bij verlichting, vanwege de transparantie van het materiaal. Naast vele privé installaties kreeg ze opdrachten voor restaurants, cafés en winkels in o.a. Japan, Saoedi-Arabië, Palma de Mallorca… en in eigen land o.a. haar eerste verlichtingsinstallatie in 1994 voor de boetiek van modeontwerpster Kaat Tilley in de Koningsgalerij te Brussel, de winkel van Daniël Ost te St.-Niklaas, het gezondheidscentrum Koningsteen te Kapelle-op-den-Bos, de vergader- en feestzalen Zotte Morgen te Geel,…..
In de tweede helft van de jaren ’90 werkte Roos Van de Velde intensief samen met bloemenkunstenaar Daniël Ost. In deze periode werd ze uitgedaagd en gestimuleerd om haar creatieve grenzen te verleggen. Ze kreeg het vertrouwen om bloemeninstallaties in combinatie met haar persoonlijk keramiekwerk te ontwerpen en te realiseren in binnen- en buitenland voor het atelier Ost. Zo droeg ze bij aan de kerkdecoratie van het prinselijk huwelijk van het Belgisch koningspaar Filip & Mathilde in 1999, waarbij de stoelenrijen werden voorzien van honderden van haar unieke porseleinen bloemenvaasjes. Veel van de arrangementen en installaties waar ze aan meewerkte, werden gepubliceerd in de boeken van Daniël Ost.
In 2008 kwam ze via Design Vlaanderen in contact met Serax, wat de start werd voor de ontwikkeling van een gedurfde serviescollectie. Een jaar later, in 2009, brak Roos Van de Velde door met de lancering van haar eerste porseleinen serviescollectie “Perfect Imperfection”. Deze eigenzinnige collectie resulterend in unieke stukken van perfect imperfecte keramiek, was revolutionair en een instant succes.
In 2011 werkte ze mee aan het boek van chef Arabelle Meirlaen, “Mijn Intuïtieve Keuken” uitgebracht door fotograaf en schrijver Jean-Pierre Gabriel. Voor dit boek met 101 gerechten voorzag Roos 101 verschillende unieke serviesobjecten.
Eveneens In 2011 creëerde Roos Van de Velde de serviescollectie Set de Sept voor chef Michel Bras.  Met deze collectie uitgebracht door Serax won ze de prijs Les Decouvertes van Deco-Design in 2012.
In 2012 ontmoette Roos Van de Velde topchef Rudi Van Beylen, eigenaar van het eventrestaurant Hof ten Damme en promotor van de Belgische gastronomie als founder van de organisatie North Sea Chefs. Deze ontmoeting leidde tot een blijvende vriendschap door een gedeelde passie voor eten in schoonheid en resulteerde tot vele contacten met de allerbeste sterrenchefs die, als een kind in een snoepwinkel, bij Roos in haar atelier op bezoek kwamen. Zo creëerde Van de Velde persoonlijke serviescollecties voor topchefs van driesterrenrestaurants waaronder Albert Adrià van ENIGMA, Gérald Passedat van Le Petit Nice en Jonnie Boer van De Librije.
Van 2013 tot 2018 creëerde Roos van de Velde het limited edition serviescollectie ROCK voor El Celler de Can Roca, op dat moment uitgeroepen tot beste restaurant ter wereld. Dit resulteerde alles samen in 18 delen met in totaal 1160 stukken die ze – heel uitzonderlijk – stuk voor stuk eigenhandig had gemaakt. Ze ontwierp ook verschillende unieke serviezen voor meerdere acts in de “El Somni Experience”, het prestigieuze dinerconcept van El Celler de Can Roca en audiovisuele artiest Franc Aleu.
In 2014 moduleerde Van de Velde de bestekcollectie “Flora Vulgaris”, uitgebracht door Serax, waarmee ze opnieuw een lans brak met de bestaande opvattingen over design, deze keer voor bestek.
In 2019 en 2021 ontwierp ze de opmerkelijke smeedijzeren ingangspoorten ‘Rosegate’ en ‘Feathergate’ voor respectievelijk bloemenwinkel Svetlicarna Emporia en interieurwinkel Emporia Doma van Tomaz Smrtnik in Ljubljana (Slovenië).
Haar laatste voltooide werk was in 2023 voor het prestigieuze hotel Botanic Sanctuary Antwerp. Hiervoor installeerde ze tafelkunst- en lichtobjecten en ontwierp en realiseerde eigenhandig een uniek gastenboek.

## Overlijden en nalatenschap
Vier weken voor haar overlijden kreeg Roos Van de Velde geheel onverwacht de zware diagnose van terminale uitgezaaide longkanker (stadium 4). Het was een shock die ze waardig probeerde te aanvaarden. De eindigheid van het leven schrikte haar niet af. “Als het leven niet meer lukt, is de dood mijn bondgenoot” verklaarde Roos een jaar eerder in haar allerlaatste interview ironisch genoeg rond het thema dood. Ze was een overtuigd voorstander van zelfgenezing en gezonde voeding. Ze had elke chemische medicatie afgezworen reeds sinds haar kinderjaren toen ze 12 was. Als het lichaam niet meer in staat is zichzelf te genezen, dan wilde ze sterven. In de natuur is alles vergankelijk. Roos zag zichzelf en al haar creaties als een stukje van die natuur.
Op 7 december 2023 overleed Roos van de Velde in haar slaap na een kort ziektebed in haar wondere wereld omgeven door haar creaties. Een uitvaartceremonie zoals ze zelf had gewild volgens Japanse traditie, vond plaats op 15 december 2023 in intieme kring in haar galerij in Oxdonk.
Het jaar van haar overlijden was Roos nog volop bezig met een nieuwe steengoedklei serviescollectie “Ode to the Earth” die zou worden uitgebracht door Unik Antwerp. Hiervoor was ze in de lente van 2023 naar Portugal gereisd om ter plaatse in het keramiekatelier aan de werknemers -- voor de eerste en enige keer in haar leven – te tonen hoe ze te werk ging om tot haar unieke handgevormde creaties te komen. In 2024 werd de collectie postuum uitgebracht door Unik Antwerp. De eerste voorstelling aan het grote publiek gebeurde op 9 augustus 2024 tijdens de tentoonstelling ter ere van Roos Van de Velde en georganiseerd door Unik Antwerp en Nathalie Deboel in de galerij van Nathalie Deboel te Knokke. Roos heeft zelf de productieversie nooit kunnen zien. – Sabato 2024-06-22
De wondere wereld in haar woonatelier te Kapelle-op-den-Bos met o.a. nog tal van werken die nog niet aan de buitenwereld werden getoond, wordt onderhouden door haar nabestaande levenspartner.
Haar uitgebrachte serviescollecties “Perfect Imperfection” en “Flora Vulgaris” door Serax en “Ode to the Earth” door Unik Antwerp worden anno 2025 nog steeds geproduceerd en wereldwijd verkocht.
“Ik wou schoonheid creëren en het mooiste porselein ter wereld maken. En kijk… het is gelukt!” een kinderdroom (lacht).

## Prijzen
- 2012 DESIGN AWARD 'Les Decouvertes' Maison & Objet printemps 2012
- 2001 Artistieke Provinciale prijs Vlaams-Brabant
- 1995 Artistiek prijs VIZO ‘ei-zo-na’
- 1992 Eervolle vermelding ‘Verlichting als kunstvorm’ , Brussel
- 1981 prijs VRIKA van Koninklijke Academie voor Schone Kunsten Antwerpen
- 1981 KASKA onderscheiding

## Externe Links
- roosvandevelde.be - officiële website